# Ewa Pasterniak-Kobyłecka
Ewa Pasterniak-Kobyłecka – polska pedagog, dr hab. dr hab. nauk humanistycznych, profesor uczelni Instytutu Pedagogiki Wydziału Pedagogiki, Psychologii i Socjologii Uniwersytetu Zielonogórskiego.

## Życiorys
15 grudnia 1997 obroniła pracę doktorską Rozpoznawanie wartości przez uczniów szkół średnich w procesie edukacji, 23 kwietnia 2013 habilitowała się na podstawie pracy zatytułowanej Nauczyciele i uczniowie gimnazjum wobec wyboru wartości. Między pewnością a zwątpieniem. Została zatrudniona na stanowisku adiunkta w Zakładzie Pedagogiki Szkolnej na Wydziale Pedagogiki, Psychologii i Socjologii Uniwersytetu Zielonogórskiego i w Katedrze Teorii i Filozofii Wychowania na Wydziale Pedagogiki, Socjologii i Nauk o Zdrowiu Uniwersytetu Zielonogórskiego.
Była profesorem nadzwyczajnym w Zakładzie Pedagogiki Szkolnej na Wydziale Pedagogiki, Psychologii i Socjologii Uniwersytetu Zielonogórskiego.
Jest profesorem uczelni Instytutu Pedagogiki Wydziału Pedagogiki, Psychologii i Socjologii Uniwersytetu Zielonogórskiego.